# Championnats d'Europe d'escrime 2005
Navigation
Édition précédente Édition suivante
Les championnats d'Europe d'escrime 2005 se sont disputés à Zalaegerszeg en Hongrie du  28 juin 2005 au 3 juillet 2005.  La compétition est organisée pour la troisième fois par la fédération française d'escrime, sous l'égide de la Confédération européenne d'escrime a vu s'affronter des tireurs des différents pays européens lors de 12 épreuves différentes. 

## Médaillés
| Épreuves                               | Or                                                                                        | Argent                                                                                | Bronze                                                                              |
| -------------------------------------- | ----------------------------------------------------------------------------------------- | ------------------------------------------------------------------------------------- | ----------------------------------------------------------------------------------- |
| Épée                                   |                                                                                           |                                                                                       |                                                                                     |
| Hommes individuel résultats détaillés  | Tomasz Motyka                                                                             | Pavel Kolobkov                                                                        | Dmytro Chumak Matthieu Denis                                                        |
| Hommes par équipes résultats détaillés | Pologne- Tomasz Motyka - Adam Wiercioch - Robert Andrzejuk - Krzysztof Mikołajczak        | Ukraine- Dmytro Chumak - Maksym Khvorost - Alexander Horbachuk - Vitaliy Osharov      | Hongrie- Geza Imre - Gabor Boczko - Attila Fekete - Ivan Kovacs                     |
| Femmes individuel résultats détaillés  | Yana Shemyakina                                                                           | Hajnalka Tóth                                                                         | Magdalena Grabowska Iuliana Măceşeanu                                               |
| Femmes par équipes résultats détaillés | Russie- Lyubov Shutova - Oksana Iermakova - Anna Sivkova - Eugenia Stroganova             | Pologne- Magdalena Grabowska - Olga Cygan - Danuta Dmowska - Beata Tereba             | Ukraine- Yana Shemyakina - Nadiya Kazimirchuk - Olga Partala - Yeva Vybornova       |
| Fleuret                                |                                                                                           |                                                                                       |                                                                                     |
| Hommes individuel résultats détaillés  | Andrea Cassarà                                                                            | Sergei Tikhonov                                                                       | Andrea Baldini Jérôme Jault                                                         |
| Hommes par équipes résultats détaillés | Italie- Andrea Cassarà - Andrea Baldini - Salvatore Sanzo - Simone Vanni                  | Russie- Sergei Tikhonov - Andrej Deev - Artëm Sedov - Makszim Bobok                   | France- Jérôme Jault - Loïc Attely - Terence Joubert - Marcel Marcilloux            |
| Femmes individuel résultats détaillés  | Sylwia Gruchala                                                                           | Svetlana Boiko                                                                        | Valentina Cipriani Viktoria Nikichina                                               |
| Femmes par équipes résultats détaillés | Italie- Valentina Cipriani - Elisa Di Francisca - Margherita Granbassi - Ilaria Salvatori | Russie- Viktoria Nikichina - Svetlana Boyko - Ekaterina Juševa - Ianna Rouzavina      | Roumanie- Cristina Ghita - Cristina Stahl - Roxana Scarlat - Andreea Andrei         |
| Sabre                                  |                                                                                           |                                                                                       |                                                                                     |
| Hommes individuel résultats détaillés  | Aldo Montano                                                                              | Zsolt Nemcsik                                                                         | Steven Bauer Nicolas Lopez                                                          |
| Hommes par équipes résultats détaillés | Russie- Stanislav Pozdniakov - Aleksey Yakimenko - Aleksey Dyachenko - Dmitrij Ajbusev    | Pologne- Marcin Koniusz - Patryk Pałasz - Adam Skrodzki - Rafał Sznajder              | Roumanie- Mihai Covaliu - Rareș Dumitrescu - Constantin Sandu - Alexandru Sirițeanu |
| Femmes individuel résultats détaillés  | Ekaterina Fedorkina                                                                       | Sofia Velikaïa                                                                        | Ilaria Bianco Gioia Marzocca                                                        |
| Femmes par équipes résultats détaillés | France- Anne-Lise Touya - Julie Berengier - Leonore Perrus - Pascale Vignaux              | Russie- Ekaterina Fedorkina - Sofia Velikaïa - Elena Nechaeva - Svetlana Kormilitsyna | Ukraine- Olha Kharlan - Olena Khomrova - Dariya Nedaskovszkaya - Halyna Pundyk      |

## Tableau des médailles
| Rang | Pays      | Or | Argent | Bronze | Total |
| 1er  | Italie    | 4  | 0      | 4      | 8     |
| 2e   | Russie    | 3  | 7      | 1      | 11    |
| 3e   | Pologne   | 3  | 2      | 1      | 6     |
| 4e   | Ukraine   | 1  | 1      | 3      | 5     |
| 5e   | France    | 1  | 0      | 4      | 5     |
| 6e   | Hongrie   | 0  | 2      | 1      | 3     |
| 7e   | Roumanie  | 0  | 0      | 3      | 3     |
| 8e   | Allemagne | 0  | 0      | 1      | 1     |
|      | Total     | 12 | 12     | 18     | 42    |